# Messier 106
A Messier 106 (más néven M106 vagy NGC 4258) egy Seyfert 2 típusú spirálgalaxis a Vadászebek (Canes Venatici) csillagképben.

## Felfedezése
Az M106 galaxist Pierre Méchain fedezte fel. Charles Messier sohasem katalogizálta, a Messier-katalógushoz Helen Battles Sawyer Hogg adta hozzá 1947-ben.

## Tudományos adatok
Az M106 galaxis 448 km/s sebességgel távolodik tőlünk. 1981 augusztusában egy szupernóvát észleltek a galaxisban (SN 1981K). Középpontjában egy szupermasszív fekete lyuk található, melynek tömege nagyjából 36 millió naptömeg. A fekete lyuk vonzása miatt a környező csillagközi gáz a fekete lyuk felé áramlik, és közben mikrohullámú sugárzás keletkezik.